# 克珀爾納鄉
46°44′00″N 22°06′00″E / 46.7333°N 22.1°E
克珀爾納鄉（羅馬尼亞語：Comuna Căpâlna, Bihor），是羅馬尼亞的鄉份，位於該國西北部，由比霍爾縣負責管轄，面積55平方公里，海拔高度157米，2007年人口1,814，人口密度每平方公里33人。